# Eugnosta rufocentra
Eugnosta rufocentra es una especie de polilla de la tribu Cochylini, familia Tortricidae.
Fue descrita científicamente por Razowski & Becker en 2002.
Su envergadura es de 15 mm.

## Distribución
Se encuentra en Brasil (Goiás, Distrito Federal).